# Культура Північної Америки
Культура Північної Америки охоплює звичаї та інші результати проявів людської творчої діяльності, що були досягнуті у Північній Америці. Зародження північноамериканської культури розпочалося у період між 40 000 і 16 500 роками тому, у період танення крижаного покриву, що був сформований у період останнього льодовикового максимуму. Саме це дозволило палеоіндійським народам мігрувати з території Азії на північноамериканський континент через Берингів перешийок, сформувати певну самобутність і врешті-решт породити такі цивілізації, як імперія ацтеків або цивілізація будівельників курганів. Але у зв'язку з колонізацією Північної Америки країнами Європи і подальшою масовою міграцією з європейських країн з XVII століття в північноамериканській культурі спостерігається все більший вплив Європейської цивілізації. Отримане в результаті поєднання європейських і місцевих звичаїв сформувало те, що зараз називають північноамериканською культурою.